# Minas de Riotinto
Minas de Riotinto és un poble de la província de Huelva (Andalusia), que pertany a la comarca de Cuenca Minera.

## Demografia
| 1996  | 1998  | 1999  | 2000  | 2001  | 2002  | 2003  | 2004  | 2005  | 2006  |
| ----- | ----- | ----- | ----- | ----- | ----- | ----- | ----- | ----- | ----- |
| 5.212 | 5.056 | 5.027 | 4.888 | 4.825 | 4.724 | 4.567 | 4.509 | 4.478 | 4.464 |

## Situació minera a partir de 2015
Des del 2007, l'increment del preu dels metalls, per la demanda creixent dels països emergents, ha donat una nova perspectiva a l'explotació minera metal·lúrgica. El gener del 2015 la Conselleria d'Economia de la Junta d'Andalusia va aprovar l'explotació del complex miner de Riotinto, autorització que permetria a l'empresa adjudicatària del drets començar a extreure mineral, un cop enllestides les instal·lacions, cap a l'estiu. El jaciment miner a explotar és el de Cerro Colorado, havent-se previst reserves per a l'extracció de mineral de coure durant un període de 14 anys.